# إيمبودين (أركنساس)
إيمبودين (بالإنجليزية: Imboden, Arkansas)‏ هي بلدة أمريكية تقع في الولايات المتحدة في مقاطعة لورينس، أركنسو. يقدر عدد سكانها بـ 677 نسمة، ومساحتها 2.3 كم2 وترتفع عن سطح البحر 96 متر.

## التركيبة السكانية
حدّد مكتب تعداد الولايات المتحدة بيانات التركيبة السكانية لإيمبودين في تعداد الولايات المتحدة. في ما يلي، التركيبة السكانية حسب تعدادي 2000 و2010.

### تعداد عام 2000
بلغ عدد سكان إيمبودين 684 نسمة بحسب تعداد عام 2000، وبلغ عدد الأسر 308 أسرة وعدد العائلات 194 عائلة مقيمة في البلدة. في حين سجلت الكثافة السكانية 274.7 نسمة لكل كيلومتر مربع (711.5/ميل2). وبلغ عدد الوحدات السكنية 343 وحدة بمتوسط كثافة قدره 137.8 لكل كيلومتر مربع (356.9/ميل2).
وتوزع التركيب العرقي للبلدة بنسبة 98.25% من البيض و0.73% من الأمريكيين الأصليين و1.02% من عرقين مختلطين أو أكثر و0.29% من الهسبانيون أو اللاتينيون من أي عرق.
بلغ عدد الأسر 308 أسرة كانت نسبة 27.3% منها لديها أطفال تحت سن الثامنة عشر تعيش معهم، وبلغت نسبة الأزواج القاطنين مع بعضهم البعض 54.9% من أصل المجموع الكلي للأسر، ونسبة 6.2% من الأسر كان لديها معيلات من الإناث دون وجود شريك، بينما كانت نسبة 1.9% من الأسر لديها معيلون من الذكور دون وجود شريكة وكانت نسبة 37% من غير العائلات. تألفت نسبة 35.7% من أصل جميع الأسر من عدة أفراد يعيشون في نفس المنزل ونسبة 23.4% كانت تتألف من شخص يعيش بمفرده يبلغ من العمر 65 عاماً أو أكثر. وبلغ متوسط حجم الأسرة المعيشية 2.22، أما متوسط حجم العائلات فبلغ 2.85.
بلغ العمر الوسطي للسكان 43.0 عاماً. وكانت نسبة 23% من القاطنين تحت سن الثامنة عشر، وكانت نسبة 6.9% بين الثامنة عشر والرابعة والعشرين عاماً، ونسبة 22.7% كانت واقعةً في الفئة العمرية ما بين الخامسة والعشرين والرابعة والأربعين عاماً، ونسبة 22.1% كانت ما بين الخامسة والأربعين والرابعة والستين، ونسبة 25.4% كانت ضمن فئة الخامسة والستين عاماً فما فوق. يوجد لكل 100 أنثى 82.4 ذكر، ويوجد لكل 100 أنثى في الثامنة عشر من عمرها فما فوق 82.4 ذكر.
بلغ متوسط دخل الأسرة في البلدة 24,489 دولارًا، أما متوسط دخل العائلة فبلغ 33,438 دولارًا. وكان متوسط دخل الذكور 28,977 دولارًا مقابل 16,667 دولارًا للإناث. وسجل دخل الفرد الخاص بالبلدة 14,361 دولارًا. وكانت نسبة 11.1% من العائلات ونسبة 17.8% من السكان تحت خط الفقر، وكان من هؤلاء نسبة 28.4% تحت سن الثامنة عشر ونسبة 9.8% في الخامسة والستين من العمر وما فوق.

### تعداد عام 2010
بلغ عدد سكان إيمبودين 677 نسمة بحسب تعداد عام 2010، وبلغ عدد الأسر 294 أسرة وعدد العائلات 174 عائلة مقيمة في البلدة. في حين سجلت الكثافة السكانية 271.9 نسمة لكل كيلومتر مربع (704.2/ميل2). وبلغ عدد الوحدات السكنية 337 وحدة بمتوسط كثافة قدره 135.3 لكل كيلومتر مربع (350.4/ميل2).
وتوزع التركيب العرقي للبلدة بنسبة 97.34% من البيض و0.74% من الأمريكيين الأفارقة و0.59% من الأعراق الأخرى و1.33% من عرقين مختلطين أو أكثر و1.62% من الهسبانيون أو اللاتينيون من أي عرق.
بلغ عدد الأسر 294 أسرة كانت نسبة 29.9% منها لديها أطفال تحت سن الثامنة عشر تعيش معهم، وبلغت نسبة الأزواج القاطنين مع بعضهم البعض 44.9% من أصل المجموع الكلي للأسر، ونسبة 10.5% من الأسر كان لديها معيلات من الإناث دون وجود شريك، بينما كانت نسبة 3.7% من الأسر لديها معيلون من الذكور دون وجود شريكة وكانت نسبة 40.8% من غير العائلات. تألفت نسبة 38.1% من أصل جميع الأسر من عدة أفراد يعيشون في نفس المنزل ونسبة 21.1% كانت تتألف من شخص يعيش بمفرده يبلغ من العمر 65 عاماً أو أكثر. وبلغ متوسط حجم الأسرة المعيشية 2.30، أما متوسط حجم العائلات فبلغ 3.08.
بلغ العمر الوسطي للسكان 39.2 عاماً. وكانت نسبة 26% من القاطنين تحت سن الثامنة عشر، وكانت نسبة 6.9% بين الثامنة عشر والرابعة والعشرين عاماً، ونسبة 23.8% كانت واقعةً في الفئة العمرية ما بين الخامسة والعشرين والرابعة والأربعين عاماً، ونسبة 23.8% كانت ما بين الخامسة والأربعين والرابعة والستين، ونسبة 19.5% كانت ضمن فئة الخامسة والستين عاماً فما فوق. وتوزع التركيب الجنسي للسكان بنسبة 45.8% ذكور و54.2% إناث.